# Candona subgibba
Candona subgibba är en kräftdjursart som beskrevs av Georg Ossian Sars 1926. Candona subgibba ingår i släktet Candona och familjen Candonidae. Inga underarter finns listade.